# Grospierres

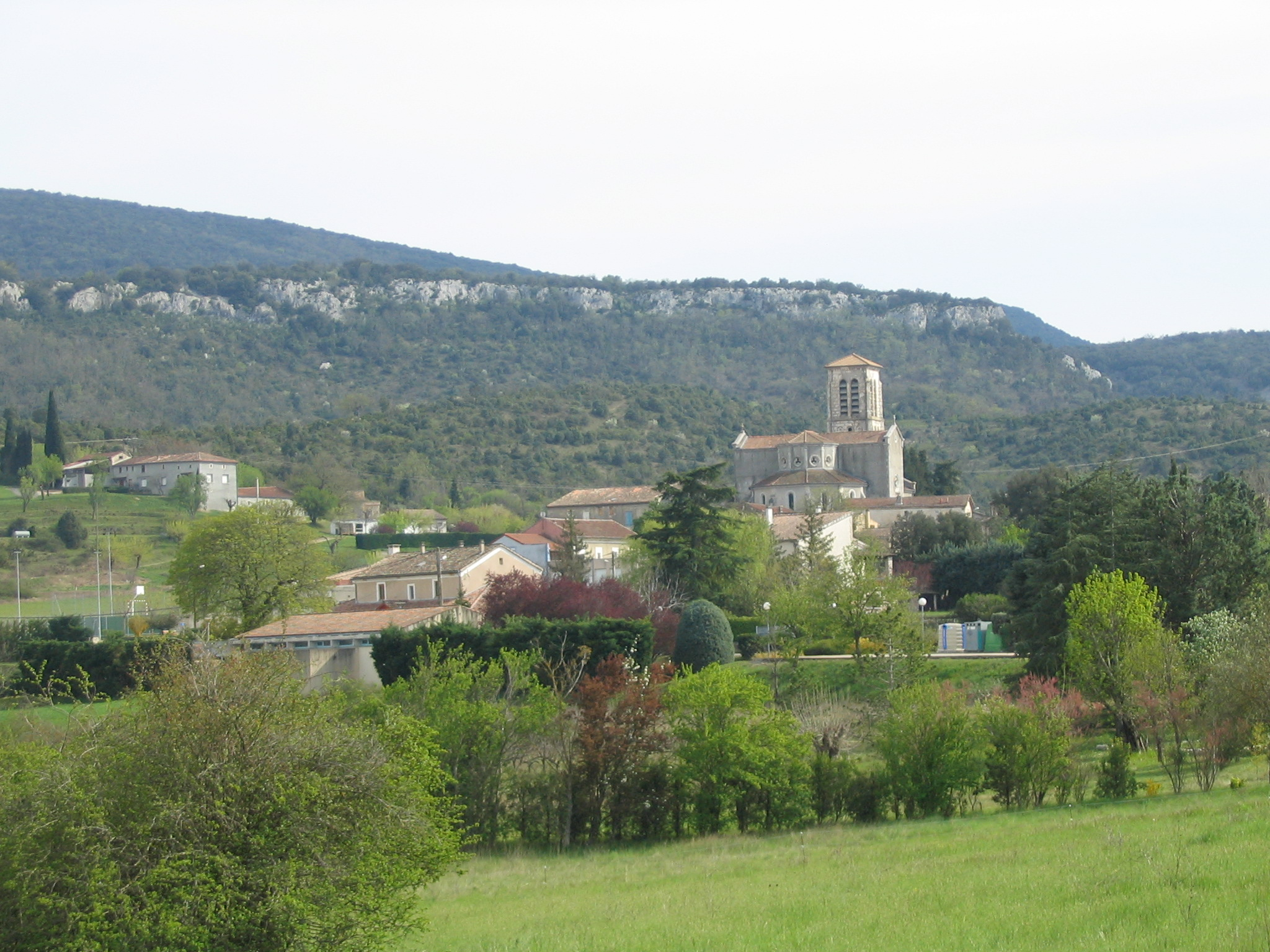
Grospierres

Grospierres (deutsch etwa „Große Steine“) ist eine südfranzösische Gemeinde mit 931 Einwohnern (Stand 1. Januar 2022) und einer Fläche von 2721 Hektar. Der Ort liegt im südöstlichen Zentralmassiv, im Département Ardèche (Region Auvergne-Rhône-Alpes), auf einer Höhe von 124 m. Der Ort liegt in der fruchtbaren Ebene des Unterlaufs des Flusses Chassezac, rund vier Kilometer von der Ardèche entfernt.

## Bevölkerungsentwicklung
| Jahr                       | 1962 | 1968 | 1975 | 1982 | 1990 | 1999 | 2007 | 2018 |
| Einwohner                  | 472  | 460  | 426  | 551  | 507  | 624  | 816  | 899  |
| Quellen: Cassini und INSEE |      |      |      |      |      |      |      |      |

## Wirtschaft und Tourismus
Grospierres liegt im Weinbaugebiet Côtes du Vivarais, eine Weinbaugenossenschaft und mehrere Weingüter vermarkten den Wein direkt an den Endkunden.

## Sehenswürdigkeiten
An Sehenswürdigkeiten bietet der Ort vorgeschichtliche Dolmen sowie  neolithische Grotten und Wohnstätten aus der Bronzezeit. Funde aus den archäologischen Grabungen sowie Gegenstände des früheren lokalen Alltagslebens und des Kunsthandwerks zeigt ein Musée archéologique et préhistorique (Museum für Archäologie und Vorgeschichte) in Wechselausstellungen.
Unter den Profanbauten sind die Überreste des alten Dorfes Castelas hervorzuheben und ein Schloss aus dem 19. Jahrhundert, unter den Sakralbauten die romanische Kapelle Notre-Dame-des-Songes und eine Kirche aus dem 19. Jahrhundert. Ferner gibt es in dem Ort eine Destillerie für Lavendelwasser.